# Tatty Teddy
Tatty Teddy (aussi connu sous le nom d'ours Me To You) est une marque créée autour d'un ours en peluche conçu par Carte Blanche Greetings Ltd, au nez bleu caractéristique. Il fut créé en 1987 et prit son apparence actuelle en 1995. On trouve beaucoup d'objets dérivés autour de cet ourson, soit des cartes postales, peluches, mugs ou encore cadeaux de mariage.